# 내 마음의 노래
내 마음의 노래는 한국에서 제작된 박성복 감독의 1960년 영화이다. 문정숙 등이 주연으로 출연하였고 박시춘 등이 제작에 참여하였다.

## 출연

### 주연
- 문정숙
- 김석훈
- 이대엽
- 박종화
- 박암

## 제작진
- 조명: 고해진
- 녹음: 이경순
- 미술: 이봉선